# 토세
주식회사 토세(일본어: 株式会社トーセ 가부시키가이샤 도세[*], TOSE CO., LTD.)는 일본의 게임 회사이다.

## 연혁
- 1979년 11월 1일: 회사 설립

## 개발 게임 목록

### 아케이드
- 아이카츠 플래닛!

### 패밀리컴퓨터/닌텐도 엔터테인먼트 시스템
- 필드 컴뱃
- 오바케의 Q 타로 완완파닉
- 시티 커넥션
- 초프리프터
- 모모코 120%
- 맛의 달인
- 돌격! 남자훈련소
- 요시의 쿠키

### 패미컴 디스크 시스템
- 패미컴 탐정 클럽

### 슈퍼패미컴/슈퍼NES
- 한국프로야구 (비디오 게임)

### 게임보이
- 요시의 쿠키

### 게임보이 컬러
- 드래곤 퀘스트 III: 전설의 시작

### 게임보이 어드밴스
- 전설의 스타피 (비디오 게임)
- 전설의 스타피 2
- 전설의 스타피 3

### 버추얼 보이
- 마리오의 테니스

### 게임큐브
- 바이오하자드 0

### 플레이스테이션 3
- 라이트닝 리턴즈 파이널 판타지 XIII

### 플레이스테이션 4
- 더 킹 오브 파이터즈 XIV
- 스칼렛 넥서스
- 크라이시스 코어: 파이널 판타지 VII

### 플레이스테이션 5
- 스칼렛 넥서스
- 크라이시스 코어: 파이널 판타지 VII

### 플레이스테이션 포터블
- 발키리 프로파일 (비디오 게임)

### 닌텐도 DS
- 슈퍼 프린세스 피치
- 전설의 스타피 4
- 마이 심즈
- 마이 심즈 심들의 왕국
- 전설의 스타피: 대결! 다일 해적단
- 비행기 (영화)

### 닌텐도 3DS
- 바이오하자드: 더 머서너리즈 3D
- 바이오하자드: 레벨레이션스
- 비행기 (영화)
- 파이어 엠블렘 if
- 메이드 인 와리오 고저스

### Wii U
- 페이퍼 마리오 컬러 스플래시

### 닌텐도 스위치
- 스플래툰 2
- 페이퍼 마리오 종이접기 킹
- 즐거움을 나눠라 메이드 인 와리오
- 크라이시스 코어: 파이널 판타지 VII

### 드림캐스트
- 바이오하자드 코드: 베로니카